# Johann Georg Knie
Johann Georg Knie (* 13. Januar 1794 in Erfurt; † 24. Juni 1859 in Breslau, Provinz Schlesien) war ein deutscher Blindenpädagoge und topographischer Schriftsteller. Er war langjähriger Leiter des Blindeninstitutes in Breslau.

## Leben
Er wurde 1794 als Sohn des reisenden Zahnarztes Johann Knie, geboren 1744 in Wien, und dessen zweiter Ehefrau Henriette Christiane Goldammer, verw. Makkrot, geboren. Sein älterer Halbbruder aus der ersten Ehe des Vaters war Friedrich Knie (1783–1850), Begründer der Zirkusfamilie Knie.
Johann Georg Knie erblindete im Alter von zehn Jahren infolge einer Infektion mit Blattern. Er musste wegen der damaligen Kriegszeiten öfter umziehen und der junge Johann Knie erhielt deshalb an mehreren Orten Unterricht für Sehende und gewann dadurch, sowie durch seine vielen Reisen, wertvolle Kenntnisse und die Grundlage zu einer größeren Selbstständigkeit.
Mit 15 Jahren trat Knie in das Blindeninstitut in Berlin ein, wo er fünf Jahre verblieb und sowohl in wissenschaftlichen als auch mechanischen Fächern eine entsprechende sachliche Bildung erhielt. Weil er seine Schicksalskollegen unterstützen wollte und auch von mehreren Seiten aufgemuntert wurde, fasste er den Entschluss, Blindenlehrer zu werden. Um sich auf diesen Beruf vorzubereiten, besuchte er mit Unterstützung mehrerer wohlgesinnter Männer die Universität Breslau, studierte Mathematik, Geschichte und Geografie und übte bereits das Unterrichten. Infolge seines vorzüglichen Gedächtnisses lernte er sehr leicht Sprachen, behielt mit großer Treue die gehörten akademischen Vorlesungen und erwarb ein vielseitiges Wissen.
Die ihm bisher zuteil gewordene Unterstützung blieb ihm auch, als er 1817 einen Verein zur Verbesserung des Schicksals der Blinden gründete. Der Zweck der Anstalt war es, den in den Feldzügen 1813–1815 erblindeten Kriegern eine Handarbeit zu lehren und ihnen daraufhin einen Verdienst zu verschaffen. Da die Geldmittel reichlich vorhanden waren, erweiterte man die Aufnahme auf Kinder und ältere erblindete Personen aus dem Zivilstande.
1819 begann Knie, der als Lehrer bestellt wurde, den Unterricht mit zwei Zöglingen sowohl in Schulgegenständen als auch in verschiedenen Handarbeiten.
1835 unternahm Knie ohne jede Begleitung eine ausgedehnte Reise. Dabei besuchte er unter anderem die Städte Dresden, Prag, Wien – wo er längere Zeit bei Johann Wilhelm Klein verweilte – Linz, München Augsburg, Stuttgart, Frankfurt am Main, Weimar, Jena, Halle und Berlin und kam nach dreieinhalbmonatiger Abwesenheit wohlbehalten zu Hause an. Er besuchte überall zunächst die vorhandenen Blindenanstalten, jedoch auch andere Humanitäts-Institute und gab 1837 eine Schrift über diese Reise im Druck heraus.

## Leistung
Johann Knie, der eine sehr lebhafte Natur gewesen zu sein scheint, hatte besonders auf die Verbesserung bestehender und Erfindung neuer Lehrmittel sein Augenmerk gerichtet und manches Brauchbare zustande gebracht. Unermüdlich war er bestrebt, lohnende Beschäftigungen für die Blinden zu finden und einzuführen. Er erfand neue Maschinen, um die Arbeiten Blinder erfolgreicher zu gestalten. Dem Drucke von Büchern, geometrischen Zeichnungen etc. schenkte Knie ebenfalls viel Aufmerksamkeit, und er war, wie die Blindenlehrer der damaligen Zeit fast allgemein, ein großer Anhänger der Stachelschrift. Er lehnte zunächst vehement die Braille-Schrift ab. Knie führte einen regen Briefwechsel, um sich über alle Vorkommnisse auf dem Gebiete des Blindenwesens auf dem Laufenden zu halten. Dabei war er sehr eifrig literarisch tätig. Er übersetzte einige der interessantesten Schriften über Blinde ins Deutsche und hat sie mit Kommentaren versehen. Knie starb am 24. Juni 1859.
Bei den von Knie auch für Sehende veröffentlichten Lehrbüchern ragt die „Kurze geographische Beschreibung von Schlesien“ heraus, deren ersten Band er selbst geschrieben und deren folgende Bände mit den Ortsbeschreibungen er zusammen mit J. M. L. Melcher herausgegeben hat.

## Veröffentlichungen
- Versuch über den Unterricht der Blinden, oder entwickelnde Darstellung des beim Blindenunterrichte angewandten Verfahrens, aus dem Französischen (von Guilie) übersetzt, Breslau 1821.
- Kurze geographische Beschreibung von Preußisch-Schlesien, der Grafschaft Glaz und der Preußischen Markgrafschaft Ober-Lausitz oder der gesamten Provinz Preußisch-Schlesien: Zum Gebrauch für Schulen. Erstes Bändchen. Breslau 1831. (Digitalisat)
- Pädagogische Reise durch Deutschland im Sommer 1835, Stuttgart 1837.
- Eine Selbstbiographie, Essen 1838.
- Versuch über den leiblichen, sittlichen und geistigen Zustand der Blindgeborenen von P.A. Dufau
- Über Blinde und deren Erziehung von E. Niboyet, ins Deutsche übertragen von J. H. K., Berlin 1839.
- Anleitung zur zweckmäßigen Behandlung blinder Kinder, Berlin 1839; in fünfter Auflage, Breslau 1858.
- Erinnerungen einer Blindgeborenen nebst Bildungsgeschichte der beiden Taubstumm-Blinden Laura Bridgman und Eduard Meystre. Nach dem Französischen, Breslau 1839.
- Alphabethisch-Statistisch-Topographische Uebersicht aller Dörfer, Flecken, Städte und andern Orte der Königl. Preuß. Provinz Schlesien, mit Einschluß des jetzt ganz zur Provinz gehörenden Markgrafthums Ober-Lausitz und der Grafschaft Glatz; nebst beigefügter Nachweisung von der Eintheilung des Landes nach den verschiedenen Zweigen der Civil-Verwaltung. Graß, Barth und Comp., Breslau  1830 (Digitalisat).
- Alphabetisch-statistisch-topographische Uebersicht der Dörfer, Flecken, Städte und andern Orte der Königl. Preuß. Provinz Schlesien, nebst beigefügter Eintheilung des Landes nach den Bezirken der drei Königlichen Regierungen, den darin enthaltenen Fürstenthümern und Kreisen, mit Angabe des Flächeninhaltes, der mittleren Erhebung über der Meeresfläche, der Bewohner, Gebäude, des Viehstandes u.s.w. 2. Auflage,  Breslau 1845. (Digitalisat)

Knies interessanter Briefwechsel mit Klein in Wien wurde in seinen bemerkenswerten Teilen von Alexander Mell veröffentlicht im “Blinden-Freund” 1891.